# Independência da Bulgária
A independência de jure da Bulgária (em búlgaro:  Независимост на България, Nezavisimost na Balgaria) do Império Otomano foi proclamada em 5 de outubro (22 de setembro) de 1908 na antiga capital búlgara de Tarnovo pelo Príncipe (Knyaz) (mais tarde Czar) Fernando I da Bulgária.

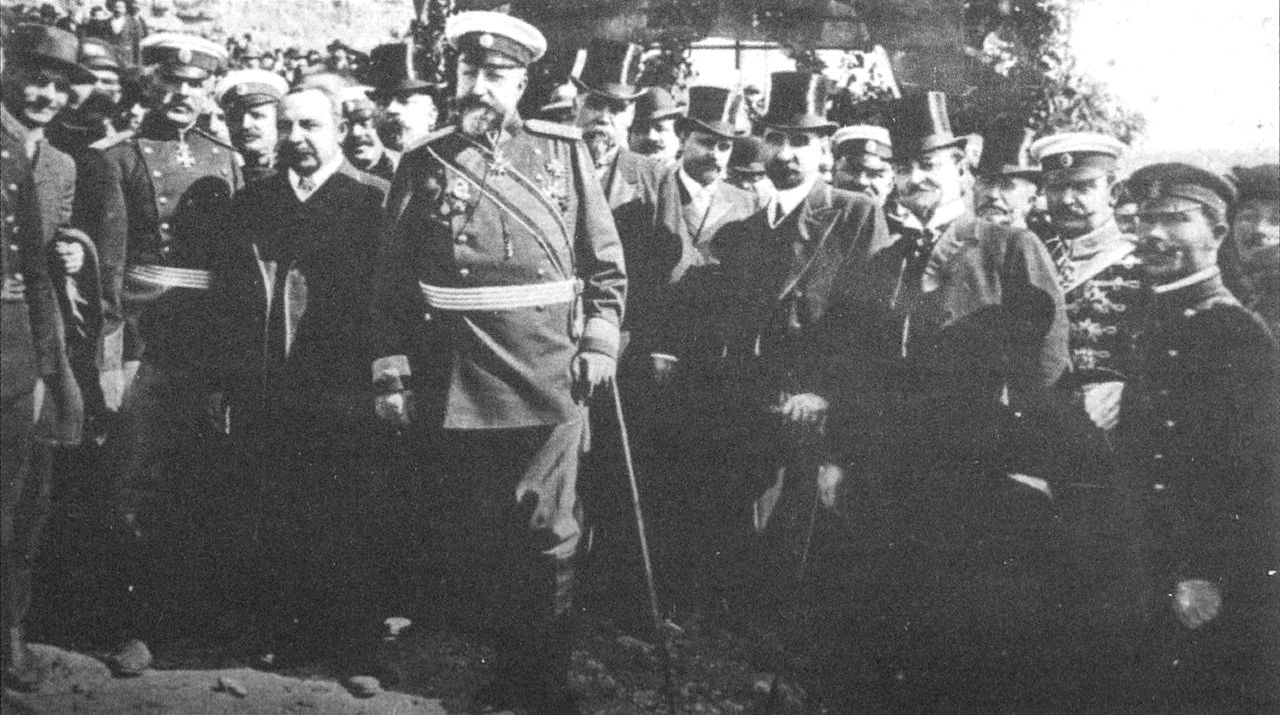
Fernando I da Bulgária proclamando a independência em Tarnovo, 1908

A Bulgária tinha sido um principado amplamente autônomo (independente de facto), desde 3 de março de 1878, quando foi libertada do domínio otomano na sequência da Guerra russo-turca de 1877–1878. Em 6 de setembro de 1885, foi unificada com a província otomana autônoma da Rumélia Oriental de maioria búlgara. Após a libertação, o objetivo principal da Bulgária no exterior era a unificação de todas as áreas habitadas por populações búlgaras sob domínio estrangeiro em um único estado búlgaro ("Bulgária Maior"): os principais alvos do irredentismo búlgaro foram a Macedônia e a Trácia do Sul, que continuaram a ser parte do domínio otomano. Para se juntar a uma aliança anti-otomana e reivindicar os territórios pela guerra, no entanto, a Bulgária teria de proclamar sua independência em primeiro lugar. Isso constituiria uma violação dos termos do Tratado de Berlim, um ato que não deveria ser aprovado pelas grandes potências.
O caos que se seguiu no Império Otomano após a Revolução dos Jovens Turcos de 1908 proporcionou condições adequadas para a proclamação da independência da Bulgária. Muitas das grandes potências também tinham abandonado o seu apoio aos otomanos, em busca de ganhos territoriais: a Áustria-Hungria estava esperando sua vez para anexar a Bósnia e Herzegovina, o Reino Unido estava interessado em aproveitar territórios árabes do Império no Oriente Médio, e o Império Russo tinha como alvo principal o controle sobre os Estreitos Turcos. Em setembro de 1908 em uma reunião em Buchlau (atual Buchlov, na República Checa), os enviados da Áustria-Hungria e Rússia apoiando planos um ao outro concordaram em não impedir a proclamação da independência da Bulgária, susceptível de ocorrer.
Em meados de setembro, o governo democrático de Aleksandar Malinov decidiu que o momento adequado estava próximo. Em 21 de setembro, Fernando I chegou ao Rousse de uma pausa em sua mansão húngara. Ele era aguardado pelo governo para discutir a decisão final a bordo do navio Krum. A delegação, em seguida, tomou o trem para Tarnovo, onde o anúncio oficial terá lugar. De acordo com fontes recentes, foi na estação ferroviária Dve Mogili que o manifesto de independência foi concluído em 22 de Setembro.
A independência da Bulgária foi formalmente proclamada no SS. Quarenta Mártires da Igreja Tarnovo. Como resultado, o estatuto da Bulgária foi promovido a Reino da Bulgária, aumentando o seu prestígio internacional. Fernando tomaria o título de Czar em vez de Knyaz e o país estaria pronto para se juntar a Liga Balcânica e lutar contra o Império Otomano na Primeira Guerra Balcânica de 1912-1913.
A declaração de independência da Bulgária foi seguida por uma anexação da Bósnia pela Áustria-Hungria no dia seguinte e pela união da Grécia com o Estado de Creta (não reconhecida até 1913). Com a violação conjunta dos dois países das decisões do Congresso de Berlim e com o apoio dominante entre os países europeus, a independência da Bulgária foi reconhecida internacionalmente até à Primavera de 1909. O Império Otomano não exigiu qualquer compensação financeira da Bulgária, porque a Rússia cancelou as reparações otomanas pendentes para a guerra de 1877-1878. A Bulgária, no entanto, teve de pagar 82 milhões de francos para a Rússia como uma conseqüência.
A independência da Bulgária é comemorada anualmente em 22 de setembro como o Dia da Independência da Bulgária. Em 22 de setembro de 2008, a Bulgária celebra o centenário do aniversário da sua independência.

## Ver Também
- Crise bósnia
- Unificação da Bulgária
- História da Bulgária (1878–1946)